# Acanthoscurria antillensis
Acanthoscurria antillensis é uma espécie de aranha pertencente à família Theraphosidae (tarântulas). Esta espécie foi descrita cientificamente por Reginald Innes Pocock, em 1903. É encontrada em algumas regiões da América do Sul.